# Égothèle de Tate
Aegotheles tatei
Espèce
Synonymes
- Aegotheles insignis tatei Rand, 1941
(protonyme)
- Euaegotheles tatei (Rand, 1941)

Statut de conservation UICN

 DD  : Données insuffisantes
L'Égothèle de Tate (Aegotheles tatei) est une espèce d'oiseaux de la famille des Aegothelidae.

## Nomenclature
Son nom commémore le zoologiste américain George Henry Hamilton Tate (1894-1953).

## Répartition
Cette espèce est endémique de Papouasie-Nouvelle-Guinée.